# Hoppegarten
Hoppegarten – gmina w Niemczech, w kraju związkowym Brandenburgia, w powiecie Märkisch-Oderland.
Gmina została utworzona 26 października 2003 przez połączenie trzech dotychczasowych gmin: Dahlwitz-Hoppegarten, Hönow i Münchehofe.

## Współpraca
Miejscowości partnerskie:
- Iffezheim, Badenia-Wirtembergia (kontakty utrzymuje dzielnica Dahlwitz-Hoppegarten)
- Rzepin, Polska